# Thysanopsis guimai
Thysanopsis guimai är en tvåvingeart som beskrevs av Toma 2001. Thysanopsis guimai ingår i släktet Thysanopsis och familjen parasitflugor. Inga underarter finns listade i Catalogue of Life.